# 炭太祇
炭 太祇（たん たいぎ、宝永6年（1709年） - 明和8年8月9日（1771年9月17日））は、江戸時代中期の俳人。水語・三亭・不夜庵・徳母などと号した。出身は江戸。

## 経歴
江戸において、水国・慶紀逸に江戸座の俳諧を学ぶとともに、劇界や遊里の人々とも交流を持った。奥州遊歴を経て、1751年（宝暦元年）に京都に上り、翌年筑紫を訪れる。京都では真珠庵大徳寺に寄寓した。1754年（宝暦4年）島原遊郭の桔梗屋呑獅の庇護を受け、不夜庵を営んで芭蕉を祀った。島原遊郭では、遊女に俳諧や手習いの教授を行っていた。
俳諧は京都の風状・几圭一派と交流し、慶紀逸・米仲・二世義徳らと音信を交わすなど、交友関係は広かった。明和期には与謝蕪村の三菓社結成に参加した。
太祇の編んだ歳旦には俳人や遊里の主人連中の他に、女性たちの名前が見える。それらの多くは島原遊里案内記『一目千軒』と照合が可能であり、実在の太夫や天神たちである。彼女らの句には百人一首のパロディや地歌の曲名を読み込むものなど、趣向が凝らされている。また、秋の島原を舞台に灯籠を飾る行事を復活させたとされる。
太祇は明和八年に没するまで島原に住まうことになるが、宝暦六年に一度、江戸への帰遊を果たしている。これは上洛していた五雲の帰江に誘われてのものであり、この江戸滞在にも五雲の住まいに仮寓した。そこで旧知の俳人たちと再会し交流した太祇は、その秋には島原へ戻っている。
没後、一周忌に『太祇句選』、三周忌に『石の月』、7回忌に『太祇句選後編』、25周忌に『その秋』がそれぞれ刊行された。没後、親友であった五雲が不夜庵を継いだ。